# Oksana Bayul
Oksana Bayul (en ucraniano: Окса́на Баю́л; Dnepropetrovsk, 16 de noviembre de 1977) es una patinadora artística ucraniana, campeona olímpica de Lillehammer 1994 en patinaje artístico individual femenino, y campeona mundial en 1993.